# Brygida Szwedzka

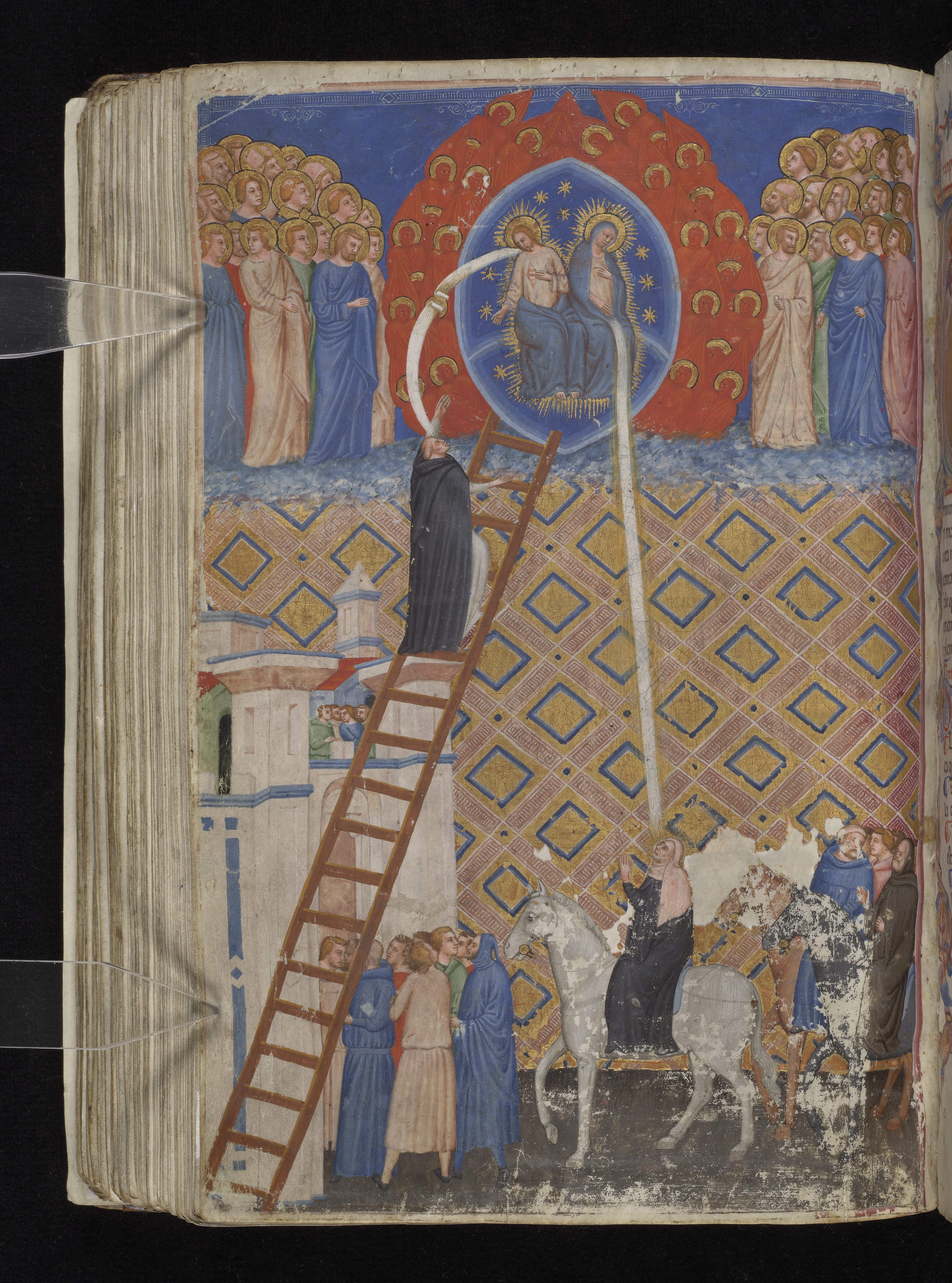
Widzenie podczas podróży (ilustracja z manuskryptu Revelationes z Biblioteki Narodowej)

Brygida Szwedzka O.SS.S (ur. 1303, zm. 23 lipca 1373 w Rzymie) – szwedzka zakonnica katolicka, pisarka, teolog, założycielka zakonu brygidek, tercjarka franciszkańska, święta Kościoła katolickiego i patronka Europy.

## Życiorys
Urodziła się jako Birgitta Birgersdotter w rodzinie głównego sędziego w Upplandzie (szw. lagman) Birgera Perssona oraz Ingeborg Bengtsdotter, która należała do rodu Folkungów.
Według tradycji jej narodziny miały miejsce około 1303 roku na dworze Finsta na zachód od Norrtälje w Upplandzie. Finsta była siedzibą rodu Finstaätten i przez pewien czas (ale nie w czasie, gdy urodziła się Brygida) jej właścicielem był ojciec Brygidy Birger Persson – główny sędzia Upplandu (głównymi sędziami Upplandu byli też jej dziadkowie ze strony matki i ojca oraz jej brat; ona sama wyszła za mąż za takiego sędziego, którego ojciec też zajmował to stanowisko, mało tego, zajmował je również jeden z jej synów oraz wnuków). Jej dziadek ze strony matki był kuzynem Magnusa Ladulåsa – w ten sposób Brygida była spokrewniona z rodem królewskim. W tym dworze Brygida stawiała pierwsze kroki. W pobliżu Finsty znajduje się kościół Skederids z XIII wieku – kościół czasów dziecięcych Brygidy.
W okolicy miejsca urodzin Brygidy znajduje się „Bönegrottan” (zbudowana w XX wieku) otwarta przez cały czas dla odwiedzających, aby mogli się tam pomodlić.
Brygida miała doświadczać wizji już jako dziecko. Pewnego razu miała ukazać jej się Dziewica Maryja z koroną na głowie. Innym razem miała ona widzieć ukrzyżowanie Chrystusa i jego śmierć na krzyżu. Te dwa wątki – gorliwe poświęcenie się Matce Boskiej i medytacje nad męką Chrystusa – zajmowały ją do końca życia.
Gdy Brygida miała dziesięć lat, umarła jej matka. Jej ojciec wysłał ją do swojej szwagierki Katarzyny Bengtsdotter w Aspanäs nad jeziorem Sommen w Östergötland.
W 1316, gdy miała już około trzynaście lat, została wydana za mąż wbrew swojej woli za Ulfa (Ulva) Gudmarssona (od 1330 lagmana Närke). Udało jej się nawet przekonać męża, aby przez pierwsze kilka lat po ślubie żyć w białym małżeństwie, jednak później urodziła mu ośmioro dzieci, z których jedno (Katarzyna z Vadsteny) zostało również wyniesione na ołtarze.
Religijność Brygidy miała wpływ też na jej męża Ulfa. Na przykład małżonkowie wspólnie uczestniczyli w pielgrzymkach do Nidaros i do Santiago de Compostela. W trakcie rozpoczętej w 1341 jednej z takich pielgrzymek Ulf zachorował. Było to w drodze powrotnej z Hiszpanii we francuskim mieście Arras. Gdy sytuacja stała się poważna, Brygidzie miał się ukazać francuski narodowy święty Dionizy i oznajmić, że jej małżonek nie umrze.

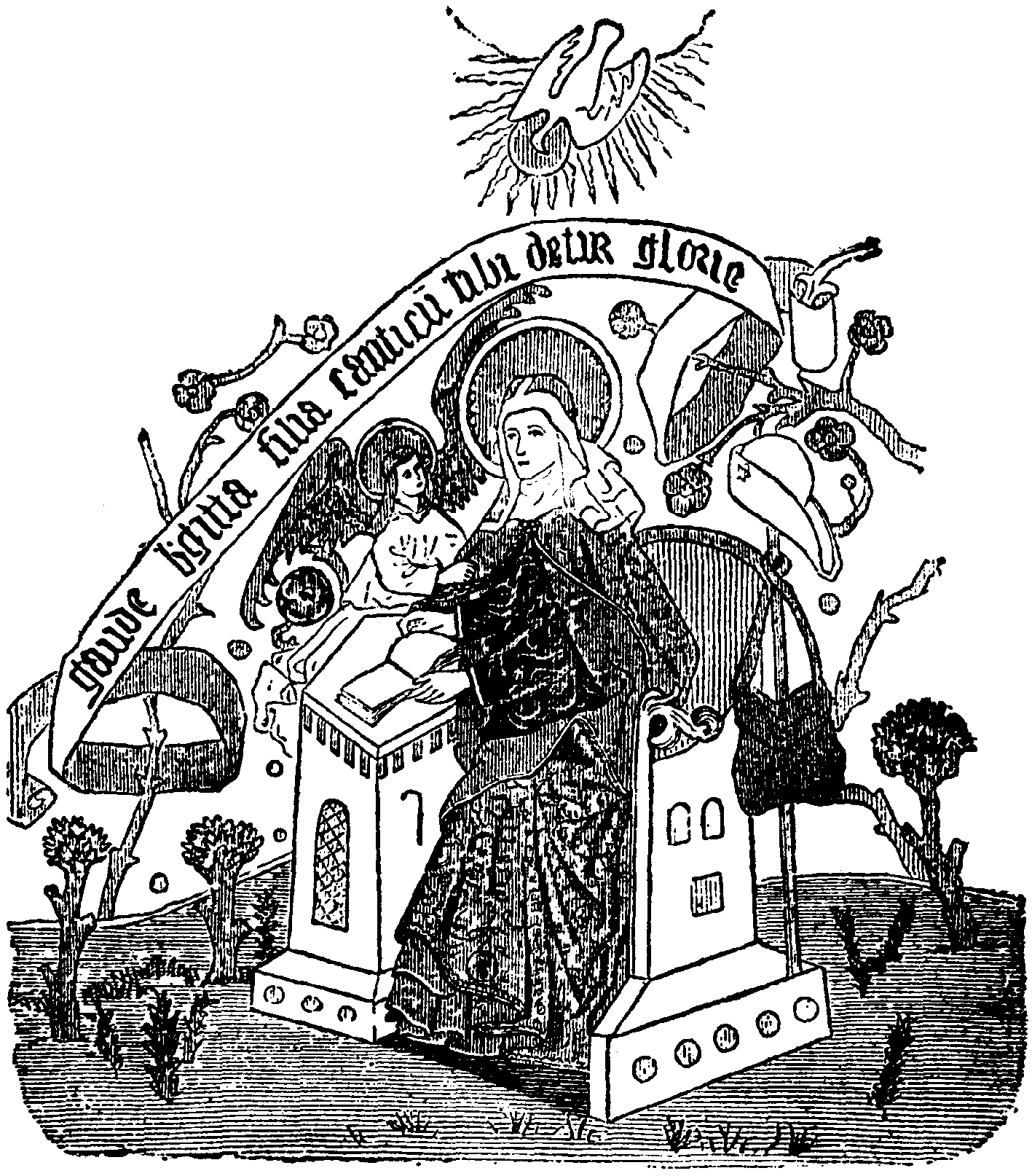
Brygida doznaje objawienia (na podstawie obrazu ze średniowiecza)

Po powrocie do domu w 1342 Brygida i Ulf zamieszkali w cysterskim klasztorze Alvastra, gdzie Ulf umarł w 1344 (niektóre źródła podają 1346). Brygida rozdzieliła jego własność między dziedziców oraz biednych, aby móc samej żyć w goszczącym ją dotychczas klasztorze. Miała tam doznać wielu widzeń i w tym okresie, do wyjazdu do Rzymu, miała ich najwięcej. Brygida w swoich objawieniach miała otrzymywać polecenia od Boga, Chrystusa i Marii, aby przekazywać wiadomości władzom politycznym i kościelnym. Jednak oprócz tego miała prowadzić też dialogi ze świętymi oraz osobami zmarłymi. Objawienia jej zostały później zebrane w księdze zatytułowanej Revelationes coelestes (Objawienia niebieskie, szw. Himmelska uppenbarelser). Wcześniej były one przetłumaczone na łacinę przez Mateusza, kanonika Linköping, oraz przez jej spowiednika Piotra, przeora Alvastra. Księga ta cieszyła się dużym szacunkiem w czasach średniowiecza. Mniej więcej też w tym czasie Brygida założyła zgromadzenie zakonne, które stało się początkiem późniejszego Zakonu Najświętszego Zbawiciela zwanego też zakonem brygidek, którego główny dom (w Vadstenie) został hojnie obdarowany przez króla Magnusa II Erikssona i jego żonę.
W 1349 Brygida udała się do Rzymu. Powodem była chęć wzięcia udziału w świętowaniu Roku Jubileuszowego 1350 oraz uzyskania audiencji u papieża w celu utworzenia nowego zakonu. Pewnym problemem było to, że papieże od 1309 przebywali we francuskim Awinionie oraz fakt, iż Kościół zabronił tworzenia nowych reguł zakonnych. Jednak to nie powstrzymywało Brygidy, która w jednym z wcześniejszych swoich objawień miała widzieć spotkanie papieża i cesarza w Rzymie. Wzmianki o tak nieprawdopodobnym zdarzeniu w momencie przybycia Brygidy do Rzymu wywoływały tylko śmiech.
W Rzymie początkowo zamieszkała ona w pałacu niedaleko od bazyliki San Lorenzo in Damaso. W Rzymie nie wahała się mówić, co sądziła o upadku duchowym społeczności miasta, czego doświadczali zarówno kardynałowie, jak i zwykły lud. Dodatkowo poświęcała swój czas na pisanie listów do papieża w Awinionie, w których żądała, by wrócił do stolicy Piotrowej. Na co dzień zaś odwiedzała różne miejscowe kościoły, gdzie modliła się przy grobach świętych. W kościele San Lorenzo in Panisperna na Wiminale często prosiła przechodniów o dary dla ubogich. Oprócz tego pielgrzymowała do różnych miejsc, w tym do Asyżu, Castelnuovo di Farfa, Neapolu oraz na południe Włoch.
W Rzymie miała również dojść do objawienia. W bazylice św. Pawła za Murami, jak twierdziła święta, odbyła się jej rozmowa z ukrzyżowanym Chrystusem. Za odmawianie modlitw zwanych „Tajemnicą Szczęścia” Chrystus dał ciąg obietnic związanych ze zbawieniem.
W 1368 zdarzyła się ta rzecz, którą wcześniej uznawano za nieprawdopodobną. Papież Urban V wrócił do Rzymu i 21 października spotkał się tam z cesarzem Karolem IV Luksemburskim. Brygida dostała możliwość przekazania swojej reguły zakonnej papieżowi, który oddał ją do zbadania. W 1370 reguła została zatwierdzona, jednak w wersji, która niezbyt odpowiadała Brygidzie. Papież zdecydował też, aby ze względów bezpieczeństwa ponownie opuścić Włochy. Było to coś, czego Brygida nie mogła zaakceptować – wyprorokowała mu, że Bóg uderzy w niego z ogromną siłą i odbierze mu zdrowie. W kilka miesięcy po zamieszkaniu w Awinionie papież rzeczywiście umarł.
Sześćdziesięcioośmioletnia Brygida w 1371 rozpoczęła pielgrzymkę do Ziemi Świętej. Droga wiodła przez Neapol i Cypr. W Neapolu umarł jej syn Karol, co spowodowało jej wielką żałobę. Ta śmierć dotknęła ją bardzo głęboko, ale w jakiś czas później miała doznać objawienia, w którym dowiedziała się, iż dzięki jej prośbom i łzom jej syn został zbawiony.

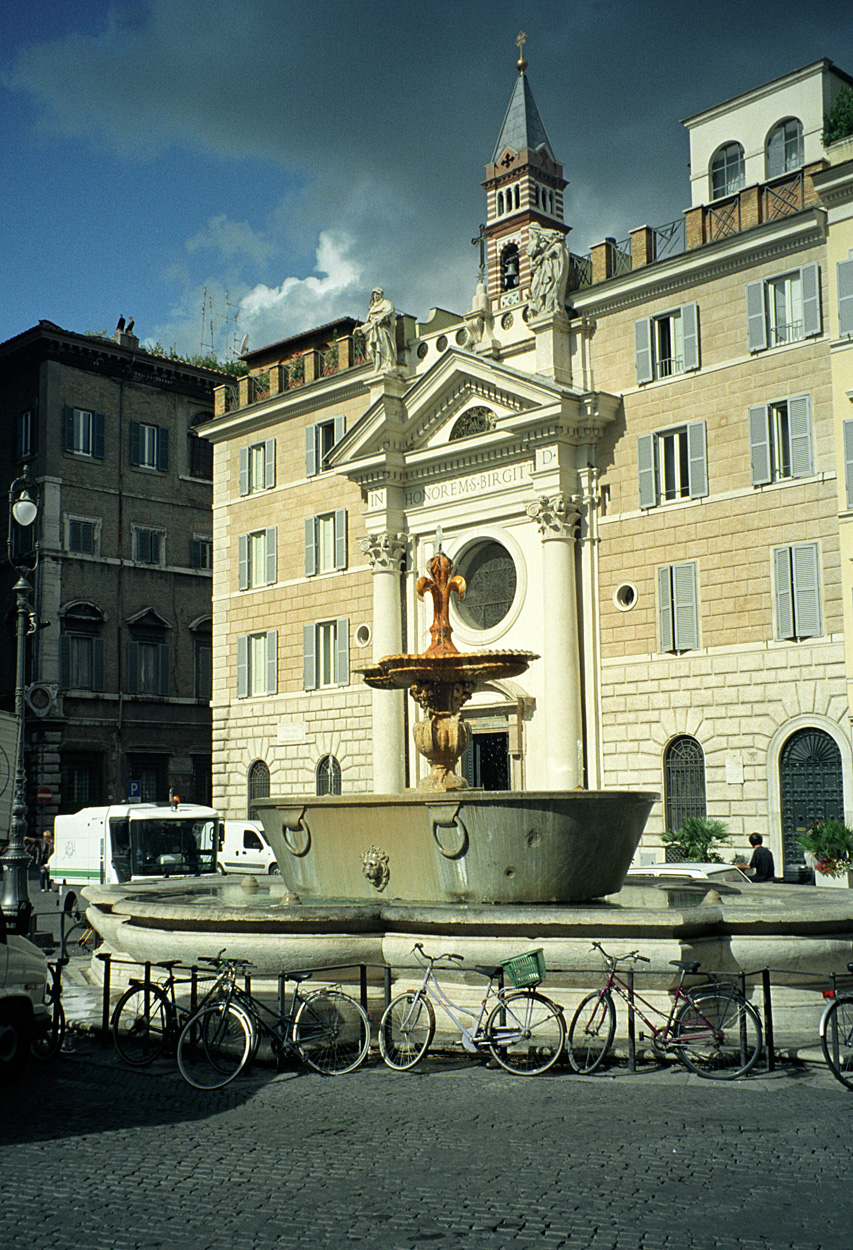
Kościół i klasztor św. Brygidy przy Piazza Farnese w Rzymie

Do Rzymu wiosną 1373 wróciła osłabiona chorobą i 23 lipca zmarła w swojej siedzibie przy obecnym Piazza Farnese. Zgodnie z jej własną wolą po pogrzebie w kościele San Lorenzo in Panisperna jej ciało przewieziono do Vadsteny w Szwecji. W 1377 biskup Alfonso z Jaén, przyjaciel Brygidy, wydał pierwsze wydanie jej Revelationes coelestes, zaś w 1378 zatwierdzona została nowa reguła jej zakonu, dzięki czemu w 1384 mógł zostać oficjalnie ustanowiony klasztor w Vadstenie.

### Dzieci
1. Märta Ulfsdotter Boberg (ur. 1319 lub 1320)
2. Karl Ulvsson till Ulvåsa
3. Birger Ulfsson
4. Katarzyna (ur. 1331)
5. Bengt Ulfsson
6. Gudmar Ulfsson
7. Ingeborg Ulfsdotter
8. Cecilia Ulfsdotter

### Chronologia
- 1303 – Narodziny Brygidy.
- 1309 – Papież przenosi się do Awinionu.
- 1314 – Umiera Ingeborg Bengtsdotter, matka Brygidy[4]. Brygida przenosi się do Katarzyny Bengtsdotter w Aspanäs.
- 1316 – Brygida wychodzi za mąż za Ulfa Gudmarssona[3].
- 1319 – Na tron Szwecji zostaje wyniesiony trzyletni Magnus Eriksson.
- 1320 – Brygida dziedziczy po matce siedem wsi w Smalandii.
- 1321–1322 – Birger Persson pielgrzymuje do Santiago de Compostela[4], Awinionu[4] i Rzymu[potrzebny przypis].
- 1322 – Kryzys w rządzie regencyjnym. Wuj Brygidy zostaje drostem w Szwecji (rodzaj namiestnika).
- 1327 – Umiera Birger Persson[4].
- 1331 – Magnus Eriksson osiąga pełnoletniość.
- 1335 – Król Magnus żeni się z Blanką z Namur. Brygida zostaje doradczynią królowej, zaś Ulf zostaje wybrany na członka rady królewskiej.
- 1337 – Wybucha wojna stuletnia między Anglią a Francją.
- 1339 – Brygida i Ulf pielgrzymują do Nidaros.
- 1341–1342 – Brygida i Ulf pielgrzymują do Santiago de Compostela.
- 1342 – Brygida i Ulf zamieszkują w klasztorze w Alvastrze.
- 1344[3]/1346[5] – Umiera mąż Brygidy, Ulf Gudmarsson.
- 1346 – Król Magnus oraz królowa Blanka przeznaczają 1 maja w testamencie zamek królewski w Vadstenie na klasztor.
- 1347 – Para królewska w swoim norweskim testamencie przeznacza dużą sumę pieniędzy na budowę klasztoru w Vadstenie.
- 1348 – Brygida próbuje negocjować pokój w wojnie stuletniej i domaga się od papieża, aby wrócił do Rzymu.
- 1349 – Brygida udaje się do Rzymu.
- 1350 – Brygida odwiedza klasztor benedyktynów w Castelnuovo di Farfa. Córka Katarzyna przyjeżdża do Rzymu.
- 1353 (ok.) – Brygida pielgrzymuje do Asyżu.
- 1354 (ok.) – Brygida przenosi się do domu w okolicach obecnego Palazzo Farnese.
- lata 60. XIV wieku – Brygida pielgrzymuje do południowych Włoch i mieszka przez pewien czas w Neapolu. Poznaje tam Alfonso Pecha de Vadaterra.
- 1368 – Papież Urban V 21 października spotyka się z cesarzem Karolem IV w Rzymie (spełnia się proroctwo Brygidy).
- 1370 – Papież Urban V zatwierdza regułę zakonną Brygidy w znacznie zmodyfikowanej postaci.
- 1371 – Brygida jedzie 25 listopada do Neapolu.
- 1372 – Brygida udaje się 14 marca w pielgrzymkę do Ziemi Świętej. Zatrzymuje się na Cyprze do 12 maja. W sierpniu znajduje się już w Betlejem, gdzie doznaje wizji narodzin Jezusa. We wrześniu wypływa z powrotem do Neapolu, gdzie jej statek zawija w grudniu.
- 1373 – Brygida udaje się do Rzymu. Pisze swój ostatni list do papieża i prosi go o powrót do Rzymu. Brygida umiera 23 lipca. Jej szczątki zostają przewiezione do Szwecji przez jej córkę Katarzynę i syna Birgera Ulfssona.
- 1374 – 4 lipca szczątki Brygidy zostały umieszczone w relikwiarzu w Vadstenie. Arcybiskup Birger Gregersson przedstawił pierwszy zbiór opisów cudów Brygidy.
- 1376 – Nowy zbiór cudów został zaprezentowany przez biskupa Nilsa Hermanssona.
- 1377 – W Rzymie złożone zostają dwie pierwsze prośby o kanonizację. Alfonso Pecha de Vadaterra przedstawia pierwsze wydanie Revelationes coelestes. Papież Grzegorz XI wraca na stolicę Piotrową z Awinionu do Rzymu.
- 1378 – W Rzymie przedstawiona zostaje trzecia prośba o kanonizację. Ustalona zostaje reguła zakonna brygidek.
- 1379 – Otwarty zostaje proces kanonizacyjny. Papież mianuje do prowadzenia badania czterech kardynałów.
- 1384 – Ustanowiony zostaje klasztor w Vadstenie.
- 1391 – 7 października Brygida zostaje wyniesiona na ołtarze[6].
- 1396 – Na synodzie w Arboga Brygida zostaje ustanowiona patronem Szwecji.
- 1430 – Postawiony zostaje kościół klasztorny w Vadstenie.
- 1492 – Bartholomæus Gothan drukuje w Lubece na zamówienie klasztoru w Vadstenie pierwsze pełne łacińskie wydanie Revelationes coelestes.
- 1999 – Święta Brygida zostaje ustanowiona przez papieża Jana Pawła II patronką Europy.

## Kult

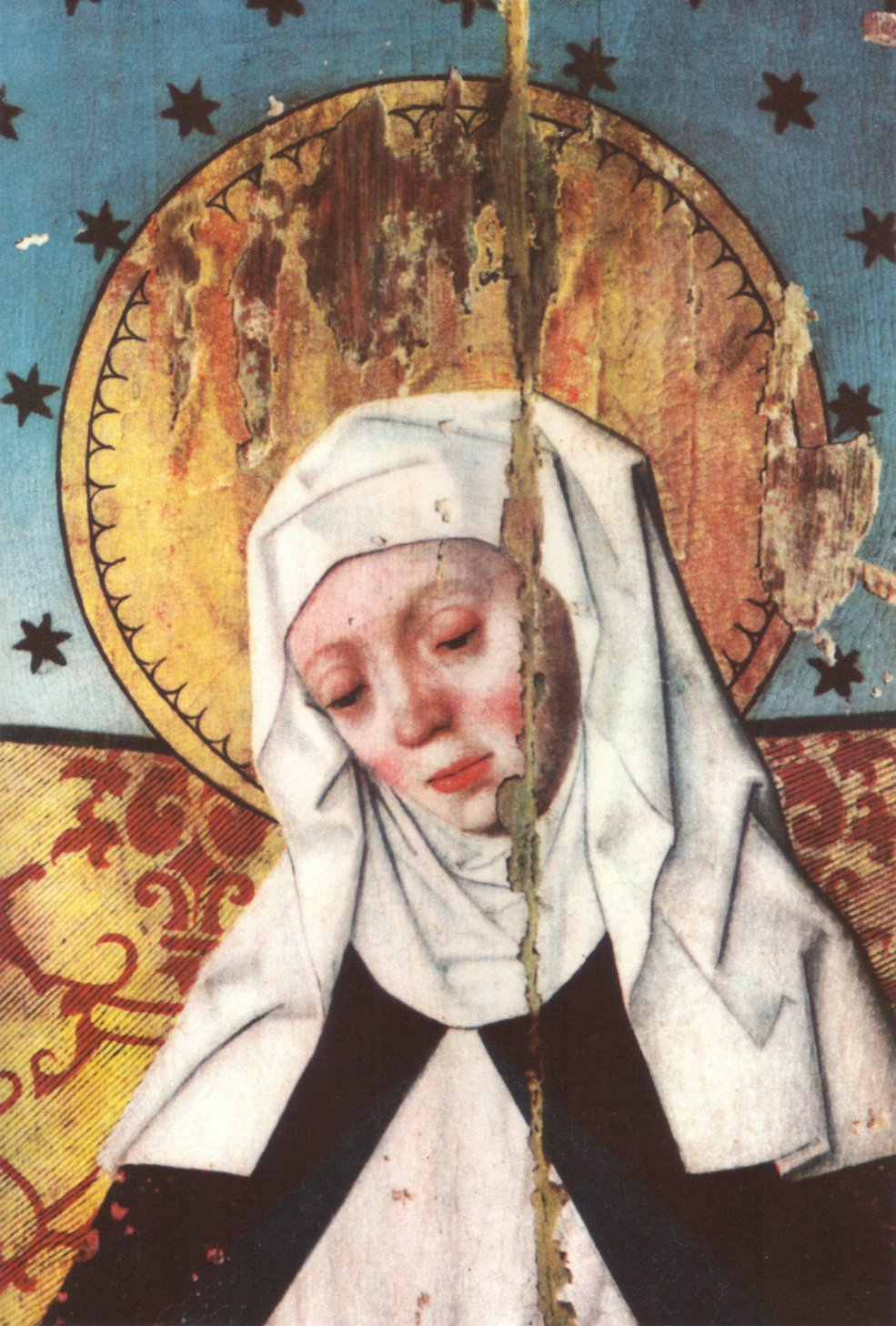
Św. Brygida w kościele w Salem

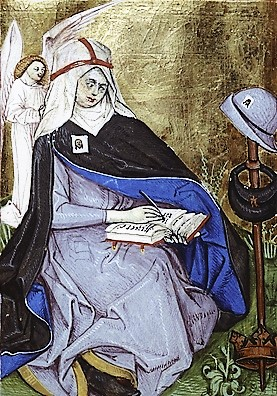
Św. Brygida ze swoimi atrybutami w brewiarzu brygidek z 1476

Proces kanonizacji Brygidy rozpoczął się w 1377 i zakończył ogłoszeniem jej świętą w 1391 przez papieża Bonifacego IX. Jej świętość została potem potwierdzona na Soborze w Konstancji w 1415. W 1999 święta Brygida razem z Katarzyną ze Sieny i Edytą Stein została patronką Europy.
Budynek, w którym mieszkała Brygida w Rzymie (Casa di Santa Brigida), mieści obecnie kościół, klasztor i dom noclegowy. Założony przez Brygidę zakon istnieje do dziś jako zakon brygidek (inne nazwy to Zakon Najświętszego Zbawiciela, Zakon im. Świętej Brygidy, Ordo Sancti Salvatoris). Szczątki Brygidy znajdują się obecnie w relikwiarzu w kościele klasztornym w Vadstenie.
W Polsce najbardziej znany jest kościół pod jej wezwaniem w Gdańsku.
W ikonografii św. Brygida przedstawiana jest w ciemnowiśniowym habicie z czerwonym welonem, na którym znajduje się korona z białego płótna z pięcioma czerwonymi znakami (symbolizującymi pięć ran Jezusa). Czasami siedzi przy pulpicie i spisuje swoje wizje. Jej atrybutami są: heraldyczny lew, korona; księga, którą pisze; ptasie pióro, pielgrzymi kapelusz, serce i krzyż.
Święto liturgiczne w Kościele katolickim obchodzone jest w dzienną rocznicę śmierci (23 lipca). W Szwecji ma rangę uroczystości i jest obchodzone 7 października.